# 유 (가수)
유(본명: 미즈구치 유토, 1999년 3월 16일 ~ )은 대한민국의 가수이자 WM 엔터테인먼트 소속이며 대한민국 보이 그룹 온앤오프의 막내, 메인댄서, 보컬을 맡고 있다.